# G7-Gipfel in St Ives 2021
Der G7-Gipfel in St Ives war das 47. Gipfeltreffen der Regierungschefs der Gruppe der Sieben.
Es war das erste G7-Treffen seit 2019. Das geplante 46. G7-Treffen im Jahr 2020 wurde aufgrund der COVID-19-Pandemie und Kontroversen um den Teilnehmerkreis abgesagt.

## Ausrichter und Ort des Treffens

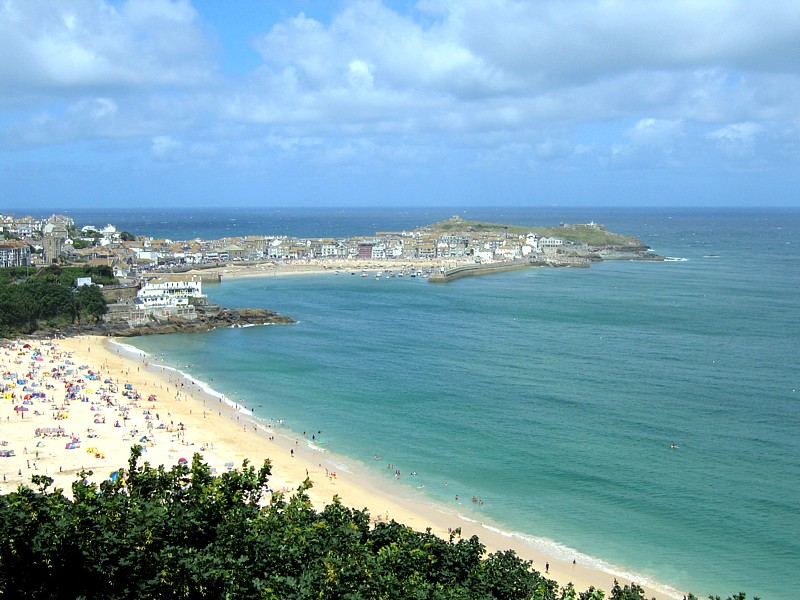
Blick auf St Ives

Das Treffen fand unter dem Vorsitz des britischen Premierministers Boris Johnson vom 11. bis zum 13. Juni 2021 statt.
Veranstaltungsort war das  Carbis Bay Hotel, viele Teilnehmer waren im Tregenna Castle Resort in St Ives untergebracht. Die britische Seite begründete die Wahl des Konferenzortes unter anderem damit, dass Cornwall ein „Zentrum für grüne Innovation“ sei und dies ein guter Auftakt sei zur anstehenden UN-Klimakonferenz 2021 in Glasgow im November 2021.

## Teilnehmer

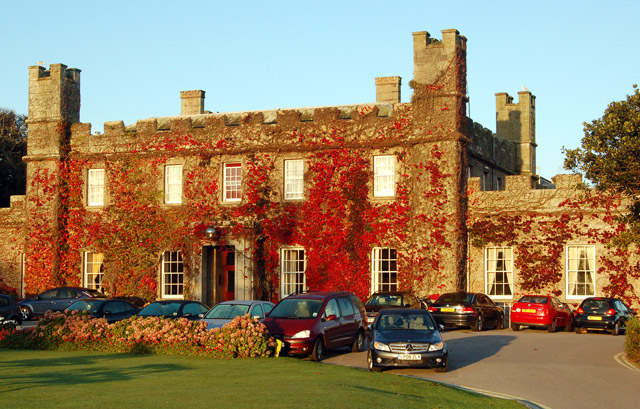
Tregenna Castle auf einer Anhöhe von St Ives

Zu den Teilnehmern gehörten die Staats- und Regierungschefs der G7-Mitgliedstaaten sowie Vertreter der Europäischen Union.
Der gastgebende Premierminister des Vereinigten Königreichs, Boris Johnson, hatte zudem die Regierungschefs aus Indien, Südkorea, Südafrika und Australien eingeladen.
Das 47. G7-Treffen war der erste Gipfel für den japanischen Premierminister Yoshihide Suga, den US-Präsidenten Joe Biden und den italienischen Premierminister Mario Draghi. Für Bundeskanzlerin Angela Merkel war es das letzte Treffen, da sie bei der Bundestagswahl im September 2021 nicht zur Wiederwahl antrat.

## Inhalte

### Treffen der G7-Finanzminister
Bereits eine Woche vor dem G7-Gipfel kamen die Finanzminister der G7-Staaten in London zusammen, um eine Übereinkunft zur künftigen Besteuerung von multinationalen Unternehmen, wie beispielsweise Amazon, Google, Microsoft oder Apple, zu verabschieden. Der Einigung waren viele Jahre an Verhandlungen vorangegangen. Die Teilnehmerstaaten verpflichteten sich in dem Abkommen, eine minimale Unternehmenssteuer von 15 % durchzusetzen. Auf kommenden Gipfeltreffen (u. a. dem G20-Gipfel in Rom 2021) sollten auch andere Staaten dazu gebracht werden, sich dem Abkommen anzuschließen. Steueroasen sollten ausgetrocknet werden und multinationale Unternehmen sollten künftig nicht mehr dort ihre Steuern bezahlen, wo sie ihren physischen und rechtlichen Sitz haben, sondern dort, wo sie die meisten Umsätze machten. In einem Kommentar nannte der deutsche Finanzminister Olaf Scholz das Projekt eine „Steuerrevolution“ und die US-amerikanische Finanzministerin Janet Yellen sprach von einer „beispiellosen, durchschlagenden Verpflichtung“. Auf dem G20-Gipfel in Rom 2021 wurde der Beschluss am 31. Oktober 2021 bestätigt. Die Vereinbarung soll 2023 in Kraft treten.

### Globaler Anti-Pandemie-Plan

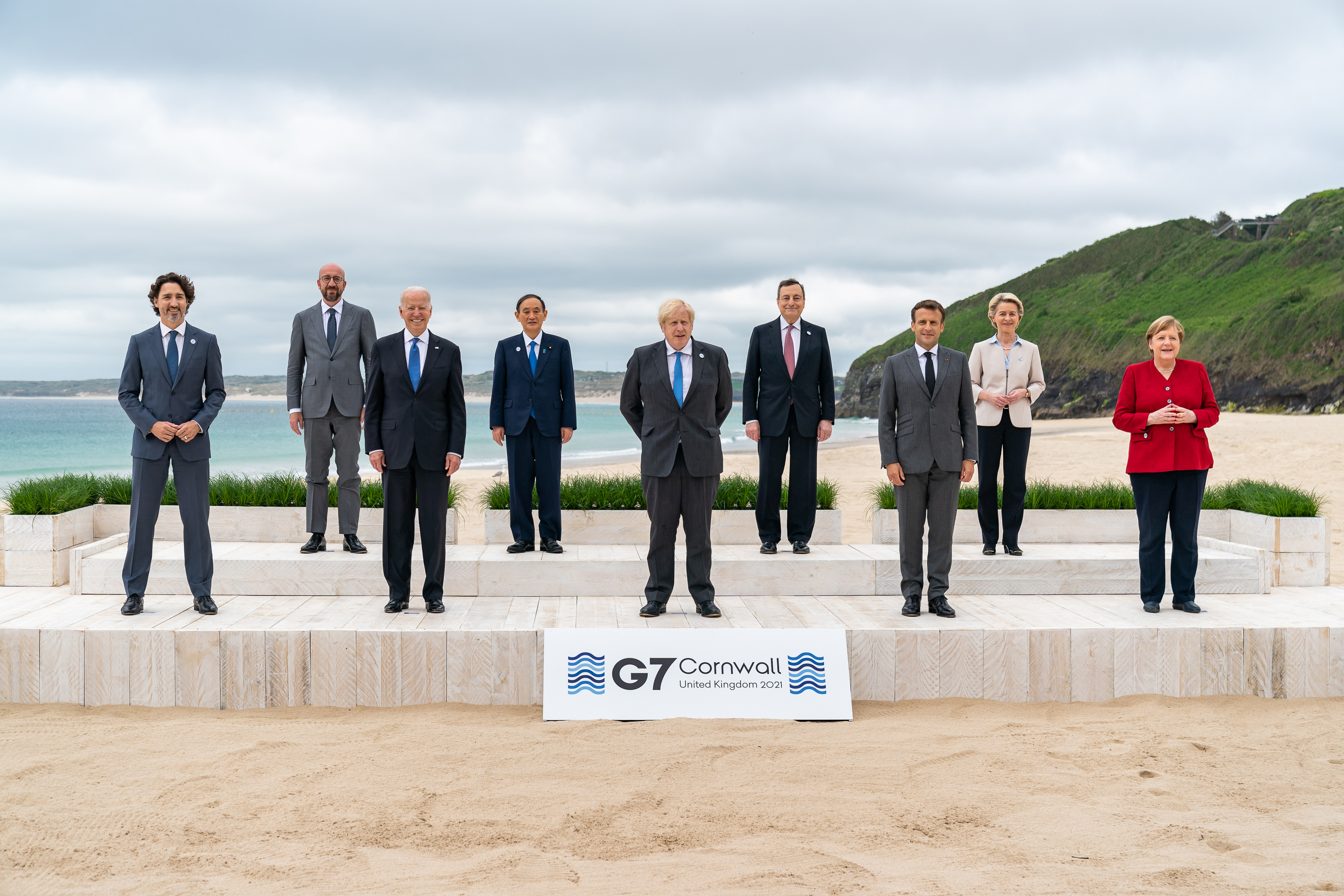
Teilnehmer

Am 12. Juni 2021 wurde ein globaler Anti-Pandemie-Plan verkündet. Ziel des Plans war es, die Reaktionszeiten bei künftigen Pandemien deutlich zu verkürzen und damit eine Wiederholung der Ereignisse der COVID-19-Pandemie zu verhindern. Die Zeit bis zur Entwicklung neuer Impfstoffe sollte auf 100 Tage verkürzt werden. Die Kapazitäten für die Diagnostik, insbesondere zur Nukleinsäuresequenzierung sollten gesteigert und die globale Überwachung für Epidemien sowie die Rolle der Weltgesundheitsorganisation WHO sollten gestärkt werden. Am 12. Juni 2021 waren auch UN-Generalsekretär António Guterres und der WHO-Generaldirektor Tedros Ghebreyesus Gast des Treffens.
Am 13. Juni 2021 sagten die Teilnehmerstaaten die Lieferung von einer Milliarde COVID-19-Impfdosen an ärmere, bedürftige Staaten bis zum Jahr 2022 zu.

### Investitionsplan für Infrastrukturprojekte
Maßgeblich auf Betreiben US-Präsident Joe Bidens wurde ein Plan verabschiedet, der verstärkte Investitionen der G7-Länder in Ländern mit niedrigem und mittlerem Einkommen vorsieht. Dieser Investitionsplan – von der US-Delegation in Anlehnung an eine 2015 von den Vereinten Nationen im Sendai-Übereinkommen zur Reduzierung des Katastrophenrisikos formulierte Strategie und an den Wahlkampfslogan Joe Bidens Build Back Better World (B3W) genannt – ist vor allem als Reaktion auf Chinas Politik der Neuen Seidenstraße gedacht. Die Finanzierung dieses Investitionsplans blieb auf dem Gipfel jedoch zunächst unklar. Im Vorfeld des Gipfels hatte Biden Chinas Streben, stärkste Wirtschaftsmacht der Erde zu werden, zur größten Herausforderung für westliche Demokratien erklärt. Ein Sprecher der chinesischen Botschaft in London erwiderte, dass „die Zeiten, in denen weltweite Entscheidungen von einer kleinen Gruppe von Ländern getroffen wurden, […] lange vorbei“ seien und dass Beratungen zu globalen politischen Themen alle Staaten einbeziehen sollten – auch ärmere und weniger entwickelte Länder.

### Globale Erwärmung
Die 25-seitige Abschlusserklärung des Gipfels verspricht „ein überwiegend kohlefreies Energieversorgungssystem in den 2030er Jahren“ und einen „beschleunigten Übergang weg von unvergüteter Kohlekapazität“, d. h. die Verwendung von Kohle zur Stromerzeugung ohne Einfangen der dadurch entstehenden Emissionen. Die G7-Länder einigten sich zudem darauf, ihre Investitionen in den Klimaschutz auf 82 Milliarden Euro pro Jahr zu erhöhen, um Kohlenstoffemissionen zu senken und die globale Erwärmung zu bekämpfen. Allerdings haben bisher nur Deutschland und Kanada zugesagt, bis spätestens 2025 Gelder für dieses Ziel bereitzustellen.
Die Europäische Union, Deutschland, Frankreich, das Vereinigte Königreich, Kanada und Italien setzten sich zudem für einen vollständigen Kohleausstieg in den 2030er Jahren ein. Die Vereinigten Staaten und Japan blockierten dieses Vorhaben jedoch.

## Kritik
Infolge der Veranstaltung wurden mehrere vor Ort lebende Obdachlose vertrieben oder mussten Unterkünfte, in denen sie angesichts der COVID-19-Pandemie untergebracht waren, verlassen.

## Nach dem G7-Gipfel

### COVID-19-Ausbruch
Am Sonntag vor dem Gipfel wurden 2,8 Neuinfektionen pro 100.000 Einwohner pro Tag registriert.
Kurz danach schnellte die Zahl der Neuinfektionen in Cornwall auf 81,7 hoch. In den Orten, in denen der G7-Gipfel stattgefunden hatten, stiegen die Zahlen noch stärker, in St Ives auf 920.
Die Regierung Johnson spielte dieses offensichtliche Superspreading-Event herunter (siehe auch COVID-19-Pandemie im Vereinigten Königreich#Juli 2020).

### USA konsultierte NATO-Verbündete nicht über den Truppenrückzug aus Afghanistan
Boris Johnson und Joe Biden hatten auf dem G7-Gipfel eine „neue Atlantik-Charta“ angekündigt –
wohl auch ein Indiz für die guten Beziehungen der beiden Länder.
Wenige Wochen später zogen die USA ihre Truppen beschleunigt aus Afghanistan zurück, ohne ihre NATO-Verbündeten zu konsultieren.